# Network Access Server
Ein Network Access Server (NAS) ist ein Server, der von einem Internet Service Provider betrieben wird und den Kunden den Zugang zum Internet ermöglicht oder im Intranet eines Unternehmens-Netzwerks den berechtigten Nutzern den Zugang zu Daten und Programmen ermöglicht.
Der NAS ermöglicht nur berechtigten Benutzern den Zugang. Die Berechtigungsprüfung erfolgt üblicherweise mittels Protokollsystemen der IETF wie RADIUS oder Diameter.